# Robert Adler (acteur)
Pour les articles homonymes, voir Robert Adler et Adler.
Robert Adler est un acteur américain né le 24 mars 1906 à Hoboken, dans le New Jersey, et mort le 19 décembre 1987 à Glendale, en Californie (États-Unis).

## Filmographie
- 1946 : Shock d'Alfred Werker : Frank, Male Nurse
- 1946 : Behind Green Lights d'Otto Brower : Man
- 1946 : Smoky (film, 1946) de Louis King : Scrubby
- 1946 : La Poursuite infernale (My Darling Clementine) de John Ford : Stagecoach Driver
- 1947 : La Pièce maudite (The Brasher Doubloon) de John Brahm : Police Sgt. Spangler
- 1947 : Le Carrefour de la mort (Kiss of Death) d'Henry Hathaway : Detective
- 1947 : Ambre (Forever Amber) d'Otto Preminger : Cavalier
- 1947 : Capitaine de Castille (Captain from Castile) d'Henry King : Reyes
- 1948 : Appelez nord 777 (Call Northside 777) d'Henry Hathaway : Taxicab Driver
- 1948 : Massacre à Furnace Creek (Fury at Furnace Creek) d'H. Bruce Humberstone : Leverett Henchman
- 1948 : Alerte au ranch de Louis King : Joe
- 1948 : The Luck of the Irish d'Henry Koster : Reporter
- 1948 : La Proie (Cry of the City) de Robert Siodmak : Man
- 1948 : L'Amour sous les toits (Apartment for Peggy) de George Seaton : Mailman
- 1948 : La Ville abandonnée (Yellow Sky) de William Wellman : Jed
- 1949 : Mam'zelle mitraillette (The Beautiful Blonde from Bashful Bend) de Preston Sturges : Clerk
- 1949 : You're My Everything de Walter Lang : Cameraman
- 1949 : Father Was a Fullback de John M. Stahl : Grandstand Bit Part
- 1949 : Dancing in the Dark d'Irving Reis : Officer
- 1950 : Le Petit Train du Far West (A Ticket to Tomahawk) de Richard Sale : Bat
- 1950 : La Flèche brisée (Broken Arrow) de Delmer Daves : Lonergan, Stage Driver
- 1950 : La porte s'ouvre (No Way Out) de Joseph L. Mankiewicz : Assistant Deputy
- 1950 : Les Rebelles de Fort Thorn (Two Flags West) de Robert Wise : Hank
- 1951 : L'Attaque de la malle-poste (Rawhide) d'Henry Hathaway : Billy Dent
- 1951 : Half Angel de Richard Sale : Milkman
- 1951 : Les Hommes-grenouilles (The Frogmen) de Lloyd Bacon : Chief Ryan
- 1951 : La Flibustière des Antilles (Anne of the Indies) de Jacques Tourneur
- 1951 : Une fille en or (Golden Girl) de Lloyd Bacon : Wells Fargo Agent
- 1952 : Red Skies of Montana de Joseph M. Newman : McMullen
- 1952 : Return of the Texan de Delmer Daves : Foreman
- 1952 : Les Bannis de la Sierra (The Outcasts of Poker Flat) de Joseph M. Newman : Vigilante
- 1952 : Prisonniers du marais (Lure of the Wilderness) de Jean Negulesco : Will Stone
- 1952 : Les Misérables de Lewis Milestone : Valjean's Coachman
- 1953 : The Silver Whip d'Harmon Jones : Man in Tom's Posse
- 1953 : La Rivière de la poudre (Powder River) de Louis King : Pike Kendreck
- 1953 : La Piste fatale (Inferno) de Roy Ward Baker : Ken
- 1953 : Mister Scoutmaster (en) d'Henry Levin : Harry
- 1953 : Meurtre à bord de Joseph M. Newman : Steward des cabines
- 1953 : Le crime était signé (Vicki) d'Harry Horner : Policeman
- 1953 : La Cité des tueurs (City of Bad Men) d'Harmon Jones : Barney
- 1953 : Comment épouser un millionnaire (How to Marry a Millionaire) de Jean Negulesco : Cab Driver
- 1953 : La Jolie Batelière (The Farmer Takes a Wife) d'Henry Levin
- 1954 : Le Démon des eaux troubles (Hell and High Water) de Samuel Fuller : Welles
- 1954 : L'Attaque de la rivière rouge (The Siege at Red River), de Rudolph Maté : Deputy
- 1954 : Prince Vaillant (Prince Valiant) d'Henry Hathaway : Sir Brack's Man-at-Arms
- 1954 : La Lance brisée (Broken Lance) d'Edward Dmytryk : O'Reilly
- 1955 : Quand soufflera la tempête (Untamed) d'Henry King : York
- 1955 : Les Inconnus dans la ville (Violent Saturday) de Richard Fleischer : Stan
- 1955 : Papa longues jambes (Daddy Long Legs) de Jean Negulesco : Deliveryman
- 1955 : Le Seigneur de l'aventure (The Virgin Queen) d'Henry Koster : Postillion Rider
- 1955 : La Fille sur la balançoire (The Girl in the Red Velvet Swing) de Richard Fleischer : Driver
- 1955 : Les Implacables (The Tall Men) de Raoul Walsh : Wrangler
- 1957 : Le Brigand bien-aimé (The True story of Jesse James) de Nicholas Ray : Sheriff Trump
- 1957 : Fury at Showdown (en) de Gerd Oswald : Alabam
- 1957 : La Blonde explosive (Will Success Spoil Rock Hunter?) de Frank Tashlin : Mailman
- 1957 : Valerie de Gerd Oswald : Lundy
- 1957 : Je vous adore (April Love) d'Henry Levin : Ticket Taker at Square Dance
- 1957 : Les Plaisirs de l'enfer (Peyton Place) de Mark Robson : Jury foreman
- 1958 : Sing Boy Sing (en) d'Henry Ephron : Neighbor
- 1958 : Les Feux de l'été (The Long, Hot Summer) de Martin Ritt : Ambulance driver
- 1958 : 10, rue Frederick (Ten North Frederick) de Philip Dunne : Farmer
- 1958 : Les Bravados (The Bravados) d'Henry King : Tony Mirabel
- 1958 : The Fiend Who Walked the West de Gordon Douglas : Jeffords
- 1959 : L'Homme aux colts d'or (Warlock) d'Edward Dmytryk : Foss
- 1959 : Duel dans la boue (These Thousand Hills) de Richard Fleischer : Godwin
- 1959 : Voyage au centre de la Terre (Journey to the Center of the Earth) d'Henry Levin : Groom
- 1960 : L'Histoire de Ruth (The Story of Ruth) d'Henry Koster : Cart driver
- 1964 : Fate Is the Hunter de Ralph Nelson : FBI agent
- 1964 : Rio Conchos de Gordon Douglas : Pardee Soldier
- 1964 : Chut... chut, chère Charlotte (Hush... Hush, Sweet Charlotte) de Robert Aldrich : Mr. Howard, 1927 Party Guest
- 1966 : La Diligence vers l'Ouest (Stagecoach) de Robert Aldrich : Clem
- 1967 : El Magnifico extranjero de Justus Addis et Herschel Daugherty: Driver
- 1968 : Bandolero ! d'Andrew V. McLaglen : Ross Harper
- 1969 : Sam Whiskey le dur (Sam Whiskey) d'Arnold Laven : Pete